# جذر كيميائي
في الكيمياء، الجذور الحرة (أو الشقائق) هي عبارة عن ذرات أو جزيئات بها إلكترونات غير زوجية أو بها غلاف مفتوح. وهذه الإلكترونات الغير مزدوجة (الفردية) غالبا ما تكون نشيطة، ولذلك فإنها تلعب دورا في التفاعلات الكيميائية سواء التفاعلات الكيميائية المعملية أم العمليات الحيوية التي تتم في جسم الإنسان. فتلعب الجذور دورا في تفاعلات الاحتراق، كيمياء الغلاف الجوي، البلمرة، كيمياء البلازما، والكيمياء الحيوية، وعديد من التفاعلات الكيميائية الأخرى. وتستخدم تعبيري «الجذور الحرة» و«الجذور» يستخدما بالتبادل ويدلان على نفس الشيء. وعموما فإن الجذر الحر يمكن أن يقع في  مصيدة مذيب  أو أن يكون مترابط. وتاريخيا فإن تعبير الجذر كان يستخدم كمرجع لمجموعة من الذرات التي لا تتغير خلال التفاعل، ولكن هذا الاستخدام للمصطلح جذر لم يعد يستخدم هذه الأيام. وقد كان أول جذر حر عضوي يتم التعرف عليه هو (جذر ترايفينيل ميثيل) عن طريق «موزس غومبيرغ» في عام 1900.
من أمثلة الجذور الحرة جذر الهيدروكسيل (HO•), وهو جزيء ماء فاقدا ذرة هيدروجين، وتبقت فيه بالتالي ربطة سائبة حرة. ومثالين أخرين: جذر الميثيلين (:CH2) وسائب فيه ربطتان ; وأنيون فوق أكسيد
(•O2-), وهو جزيء أكسجين O2 وبه إلكترون إضافي يتسبب في ربطة سائبة حرة.
هذا على عكس أنيون الهيدروكسيل (HO-), أو أنيون الأكسيد (O2-) وكاتيون الكربينيوم
(CH3+) فهم لا يعدون من الجذور الحرة نظرا إلى أن روابطهم التي تبدو سائبة سريعا ما ترتبط بإلكترون أو تفقد إلكترون، أو إلكترونات.

## وصف الجذور الحرة في التفاعلات الكيميائية
يتم تمثيل الجذر الحر في المعادلات الكيميائية عن طريق نقطة توضع أعلى يمين رمز العنصر الذري أو المعادلة الجزيئية للجزي كالتالي:
Cl2 + hν → 2 Cl•
كما أن آليات سير التفاعل بالنسبة للجذور تكون في اتجاه واحد لتوضح انتقال إلكترون وحيد.

## كيمياء الجذور الحرة

### التسمية
تلعب الجذور في الكيمياء دورا في التفاعلات الآتية: إضافة جذر، واستبدال جذر كوسيط نشيط. وغالبا ما تنقسم التفاعلات التي تتضمن الجذور إلى ثلاث مراحل: البداية، الانتشار، الانتهاء.
- تفاعلات البداية هي التي ينشأ عنها زيادة في عدد الجذور الحرة. وقد تتضمن تكون جذور حرة من فئات ثابتة مثل التفاعل رقم 1 بالأعلى، أو قد تتضمن تفاعل الجذور الحرة مع فئات ثابتة لتكوين مزيد من الجذور الحرة.
- تفاعلات الانتشار وهي التي تتضمن تفاعلات الجذور الحرة بحيث أن العدد النهائي للجذور الحرة يظل كما هو.
- تفاعلات الانتهاء وهي التي بنشأ عنها قلة عدد الجذور الحرة. وغالبا ما تتضمن اتحاد جذرين لتكوين فئات أكثر ثباتا، فمثلا: 2Cl•→ Cl2.

### تكون الجذور الحرة
تكوّن الجذور يتطلب تكسر رابطة بطريقة متماثلة، وهذا يحتاج لكمية كبيرة من الطاقة. فعند انقسام جزيء الهيدروجين 2 H إلى 2H• له حرارة ΔH° مقدارها + 435 kJ/mol، وتعرف تلك الحرارة على أنها طاقة التفكك المتماثلة وغالبا ما تختصر إلى DH°.
تتأثر طاقة الربط بين ذرتين مرتبطتين تساهميا ببناء الجزيء ككل، وليس فقط بصفات الذرات المفردة. وعندما تتطلب الجذور طاقة ربط أعلى لكي تتكون، فإن هذا ينتج جذورا أقل ثباتا من الجذور التي تتطلب طاقة أقل. ويحدث تكسر الرابطة المتماثل غالبا بين ذرتين لهما نفس السالبية الكهربية. وغالبا ما يحدث هذا في الكيمياء العضوية بين رابطة O-O في البيروكسيدات، أو في الروابط O-N. إن، خطوة الانتشار تكون طاردة للحرارة. كما أن الفئات الناتجة تكون في مجموعها متعادلة كهربيا لأنها تنتج أعدادا متساوية من الجذور السالبة الشحنة والموجبه الشحنة.

### الاستمرارية والثبات
يمكن تقسيم الجذور التي لها عمر طويل إلى فئتين:
- الجذور الثابتة

أمثلة للجذور الثابتة أو المستقرة نجدها في جزيء الأكسجين (داي أكسجين) (O2). ومثال آخر نجده في أكسيد النيتريك (NO).
ويمكن للجذور أن يكون لها عمر طويل في حالة تواجدها في نظام π مترافق، مثل الجذور المشتقة من ألفا-توكوفيرول (فيتامين إي).
- الجذور الدائمة

مركبات الجذور الحرة هي المركبات التي يرجع طول فترة بقائها إلى الازدحام حول مركز الجذر مما يجعل الجذر لا يستطيع التفاعل مع الجزيئات المحيطة. ومثال لذلك جذر جومبرج (ترايميثيل فينيل)، ملح فريمي (نيتروزو دايسلفونات البوتاسيوم) " KSO3)2NO•"، نيتروكسيدات (المعادلة العامة لها R2NO•) مثل TEMPO.

### الاحتراق
الاحتراق هو من أشهر تفاعلات الجذور الحرة. فلكي يحدث حريق يجب كسر الرابطة التساهمية القوية للأكسجين (O=O) حتى ينتج منها الجذور الحرة للأكسجين التي تتفاعل عندئذ بشدة. ومن الملحوظ أن الأكسجين عبارة عن جذرين مربوطين بواسطة زوج إلكترونات؛ زوج الإلكترونين هذان كلاهما غير مزدوج في مداره الخارجي في ذرته. ولا يوجد نشاط واضح لهذين الإلكترونين نظرا لأن لهما دوران متوازي. وعموما فإنه يتم التغلب على حواجز الطاقة الموجودة في جزيء الأكسجين بالإنزيمات في أجسام الكائنات الحية (عملية التنفس) وعن طريق الحرارة. وتعتمد مدى قابلية أي مادة للاشتعال على تركيز الجذور الحرة التي يجب أن تكون موجودة قبل بدء الاشتعال والتي تؤدى لحدوثه. وعند انتهاء المادة المشتعلة تبدأ تفاعلات الانتهاء والتي تؤدى لانطفاء النيران.

### البلمرة
بالإضافة للاحتراق، تتضمن عديد من تفاعلات البلمرة تكون الجذور الحرة. وينتج منها عديد من أنواع البوليمرات مثل اللدائن، ويتم ذلك عن طريق بلمرة جذرية.
كما أن عديد من تقنيات البلمرة تعرف حاليا باسم بلمرة الجذور الحية مثل:
- الانتقال الانعكاسي لإضافة السلاسل المتكسرة (RAF).
- بلمرة انتقال الذرات الجذرية (ATRP).
- البلمرة المتداخلة بالنيتروكسيد (NMP).

وتنتج هذه الطرق بوليمر له توزيع ضيق للوزن الجزيئي.

### الجذور الحرة في الغلاف الجوي
في الغلاف الجوي العلوي تنتج الجذور عن طريق تفكك الجزيئات، وخاصة تفكك كلوروفلوروكربون الغير نشط بواسطة الأشعة فوق البنفسجية من الشمس أو كناتج للتفاعل مع محتويات الغلاف الجوي الأخرى. وتتفاعل هذه الجذور بعد ذلك مع الأوزون في تفاعل تسلسلي حفزي مما يؤدى لتكسر الأوزون، وتكوين مزيد من الجذور الحرة التي تساهم في مزيد من التفاعلات. ومثل هذه التفاعلات يعتقد أنها السبب في استنزاف طبقة الأوزون. ولذلك تم منع استخدام الكلورو فلورو كربون كمادة من مواد التبريد.
التفاعلات المؤدية إلى نقصان طبقة الأوزون هي التالية، ونتيجتها النهائية تتلخص في المعادة 5 أسفله:
CFCS هي كلوروفلوروكربون:
{\displaystyle 1.\;\;\mathrm {CFCS} \;{\xrightarrow {h\nu }}\;{\mathrm {Cl} \cdot }}
{\displaystyle 2.\;\;{\mathrm {Cl} \cdot }+\mathrm {O} _{3}\;{\xrightarrow {}}\;{\mathrm {ClO} \cdot }+\mathrm {O} _{2}\;}
{\displaystyle 3.\;\;\mathrm {O} _{3}\;{\xrightarrow {h\nu }}\;\mathrm {O} +\mathrm {O} _{2}}
{\displaystyle 4.\;\;\mathrm {O} +{\mathrm {ClO} \cdot }\;{\xrightarrow {\;}}{\mathrm {Cl} \cdot }+\mathrm {O} _{2}}
{\displaystyle 5.\;\;2\mathrm {O} _{3}\;{\xrightarrow {h\nu }}\;3\mathrm {O} _{2}}
طبقا للمعادلة 5 يتفكك الأوزون إلى الأكسجين، وبذلك يضيع التأثير الإيجابي للأوزون في امتصاص الأشعة فوق البنفسجية الضارة بالكائنات الحية في طبقات الجو العليا ومنعها من السقوط على سطح الأرض.

## الجذور الحرة في علم الأحياء
تلعب الجذور الحرة دورا مهما في كثير من العمليات الحيوية، وبعضها هام للغاية للحياة، مثل قتل البكتيريا داخل الخلايا. وأهم الجذور التي لها مركز أكسيجيني هي الأكاسيد الفائقة والجذور الهيدروكسيلية. ويتم الحصول عليهم من الأكسيجين العادى بتعريضه لظروف اختزالية. وعموما، فإنه نظرا لنشاط الجذور فهي تساهم في تفاعلات جانبية أخرى قد تدمر الخلية. وهناك ما يشير إلى أن أنواع عديدة من السرطان تنشأ بسبب تفاعلات الجذور الحرة مع DNA، مما قد يؤدى لحدوث تحولات في الخلية غير مرغوب فيها.
كما أن مرض تصلب الشرايين المصاحب للتقدم في العمر يعتقد أنه بسبب تفاعل الجذور الحرة مع المواد المكونة للجسم. وتساعد الجذور الحرة الموجودة في السجائر على تقليل نشاط ألفا 1-أنتي ترايبسين وذلك يؤدي لحدوث مرض انتفاخ الرئة.
ونظرا لأن الجذور الحرة مهمة للحياة، فإن للجسم كثير من الطرق التي يستخدمها لتقليل الأخطار التي يمكن أن تحدث، أو إصلاح الأضرار التي قد تكون حدثت، مثل الإنزيمات. وبالإضافة لذلك فإن مضادات الأكسدة تلعب دورا رئيسيا في تلك الطرق الدفاعية. وغالبا ما تكون هذه الموانع هي فيتامين إيه، وفيتامين سي، وفيتامين إي ومضادات التأكسد مثل الأنثوسيانات والفلافونويدات. كما أن هناك أدلة في الوقت الحالى على أن بيليروبين وحمض اليوريك يمكن أن ينهجا نفس نهج مضادات الأكسدة والمساعدة في معادلة بعض الجذور. بيليروبين يتم الحصول عليه من تكسر محتويات خلايا الدم الحمراء، بينما يتم الحصول على حمض اليوريك كناتج من البورين. وتحدث الإصابة بالصفراء عند وجود زيادة من البيليروبين في الدم، مما يضر بنظام الأعصاب المركزي، بينما يؤدى تزايد حمض اليوريك لوجود مرض النقرس.

## الجذور الحرة والخلية
تكمن خطورة الجذور الحرة بإمكانية تفاعلها مع الأحماض النووية (nucleic acid) والتي هي المشكل الرئيسي للمادة الوراثية للخلية، الـ دى إن إيه (DNA)، مما يؤدي للإضرار بالخلية وقد يسبب تدميرها، أو تحولها إلى خلية سرطانية.

## دراسة الجذور الحرة
تتضمن طرق دراسة الجذور عدة تقنيات منها:
- دوران الإلكترونات الرنيني:

وهو من التقنيات المستخدمة بتوسع لدراسة الجذور الحرة، والأنواع ذات النفاذية المغناطيسية الأخرى، مثل مطياف الرنين المغناطيسي الإلكتروني (ESR).
- رنين نووي مغناطيسي والذي يستخدم ظاهرة تسمى الاستقطاب الكيميائي المحثوث.
- التصنيف الكيميائي:

ويتم ذلك بالتبريد بواسطة الجذور الحرة، مثل NO أو DPPH، متبوعا بأى طريقة طيفية مثل مطياف إلكترون ضوئي سيني أو مطيافية امتصاص
absorption spectroscopy .

## الشيخوخةومرضالسرطان
تدخل الجذور الحرة في تفاعلات أكسدة سريعة مع مكونات الغذاء أو مكونات خلايا الكائن الحي لتنتج مركبات غير طبيعية تكون مسئولة عن تحفيز الخلايا السرطانية في جسم الكائن الحي.

## وصلات خارجية
- أنواع ومصادر الجذور الحرة، وتفاعلاتها الخطرة نسخة محفوظة 12 ديسمبر 2005 على موقع واي باك مشين.
- الجذور الحرة والأمراض البشرية